# POP Station (spelenheter)
POP Station-enheter är handhållna spelkonsoler. De är typiska för många vanligen kinesiska producerade piratkopior. Ofta avviker designen uppenbart från de maskiner som konsolerna försöker replikera.

## POP Station
POP Station är en klon av Playstation Portable. Spelen liknar Nintendos Game & Watch-serie, där fasta former på en display tänds när det behövs, snarare än en matris av pixlar. Skärmen är en LED-belyst LCD-skärm med färgerna rött, blått och grönt. Det finns i 5 spel tillgängliga för detta system, Street Fighter, Submarine Invasion, Soccer, Fortress Guardian, och Midnight Motorcycle.

## PCP Station
PCP Station är en nyare variant av POP Station. Liksom den ursprungliga POP Station liknar den också en PSP med skillnaden att knapparna liknar de på en Xbox 360-handkontroll. Själva enheten verkar ha mer rundade kanter, och verkar något mer avancerade än de POP Station och Neo Dubbel spelen, men dess skärm är en standard monokrom LCD-display, men med en vit-blå LED-belysning som lyser upp en genomskinlig, fast, färgbakgrund. 

### Spel som ingår
Många spel som finns på PCP Station är antingen konverteringar av gamla spel som användas på andra POP Station liknande enheter, eller nya spel lånar format från befintliga. Exempel är "Street Overlords" som bär stora likheter med Capcoms "Street Fighter", "Super Mary" med Nintendos "Super Mario Bros", och "Thunderbolt Airplanes" med Segas "After Burner". 
En annan modell, PCP Station LTPS, existerar, och liknar till formen PSP Go. Det är ett kassettbaserat system. Det finns fall där användare fått spelkassetter helt utan elektronik.

## Problem
De utbytbara spelskärmarna, vilka ibland släpps med mjukvara från ett annat spel än de tänkta, resulterar i spel som visar fel grafik och flimrar slumpmässigt. Ljudet förblir i regel intakt, vilket gör att det går att bestämma vilket spel  så man kan säga vad spelet programvaran från genom att jämföra den musik som spelas som varje spel är påslagen.